# Гуаншуй
Гуаншуй (кит. спр. 广水市, піньїнь: Guăngshuĭ Shì) — місто-повіт в центральнокитайській провінції Хубей, складова міста Суйчжоу.

## Географія
Гуаншуй — найбільш східна частина префектури.

### Клімат
Місто знаходиться у зоні, котра характеризується вологим субтропічним кліматом. Найтепліший місяць — липень із середньою температурою 28.1 °C (82.6 °F). Найхолодніший місяць — січень, із середньою температурою 3.1 °С (37.6 °F).
| Клімат Гуаншуй          | Клімат Гуаншуй | Клімат Гуаншуй | Клімат Гуаншуй | Клімат Гуаншуй | Клімат Гуаншуй | Клімат Гуаншуй | Клімат Гуаншуй | Клімат Гуаншуй | Клімат Гуаншуй | Клімат Гуаншуй | Клімат Гуаншуй | Клімат Гуаншуй | Клімат Гуаншуй |
| Показник                | Січ.           | Лют.           | Бер.           | Квіт.          | Трав.          | Черв.          | Лип.           | Серп.          | Вер.           | Жовт.          | Лист.          | Груд.          | Рік            |
| Середня температура, °C | 3,1            | 4,7            | 9,7            | 16             | 21,3           | 25,3           | 28,1           | 27,6           | 22,5           | 17,1           | 10,9           | 5,2            | 16             |
| Норма опадів, мм        | 28             | 45.5           | 69.4           | 106.1          | 133.4          | 150            | 197.1          | 139.4          | 98.2           | 76.1           | 51.2           | 21.5           | 1115.9         |
| Днів з опадами          | 8,9            | 9,9            | 12,1           | 13,6           | 12,7           | 11,3           | 12,1           | 11,2           | 11,8           | 11,5           | 10,6           | 8,9            | 134,6          |
| Вологість повітря, %    | 70.7           | 72.1           | 73.9           | 75.4           | 74.1           | 73.9           | 78.8           | 78.6           | 77.8           | 76.8           | 74.6           | 70.6           | 74.8           |
| ----------------------- | -------------- | -------------- | -------------- | -------------- | -------------- | -------------- | -------------- | -------------- | -------------- | -------------- | -------------- | -------------- | -------------- |
| Джерело: Weatherbase    |                |                |                |                |                |                |                |                |                |                |                |                |                |